# Danthonia intermedia
Danthonia intermedia Vasey, 1883 è una pianta appartenente alla famiglia delle Poacee, originaria del Nord America, in particolare dell'Alaska e degli Stati Uniti continentali, e della Russia orientale.